# بيغ بوس (برنامج واقع)
بيغ بوس هو برنامج الواقع في الهند يبث بث تلفزيوني. هو نفس برنامج الأخ الأكبر ولكن بصيغة هندية بحته، الذي كان أول من إنديمول في هولندا.

## شرح البرنامج
بيغ بوس هو صوت شخص حقيقي يكلم المتسابقين المشاهير الذين يعشون في بيت واحد لمدة ثلاثة أشهر تقريبا، مع عدم وجود اتصال مع العالم الخارجي. ويشرف على البرنامج هو «بيغ بوس»

### البيت
يبني بيت بوس بيغ في كل موسم ويقع المنزل في المكان سياحي في الهند في مقاطعة بيون في ولاية ماهاراشترا والمنزل مفروش ومزين بالديكورات وبعض الإلكترونية ويتمتع المنزل بكل أنواع من وسائل الراحة الحديثة يوجد في المنزل غرفتين نوم وأربع غرف حمام مرحاض. هناك حديقة وحمام سباحة في منطقة النشاط، والصالة الرياضية في الدور الأرضي هناك أيضا غرفة اعتراف حيث يمكن في غرفة الاعتراف يتحدث الشخص إلى بيغ بوس وعملية الترشيح البيت لايوجد به إنترنت أو قلم أو ساعة أو هواتف نقالة أو تلفاز

## سلسلة من التفاصيل
| موسم | مقدم          | تاريخ البداية   | تاريخ النهاية    | أيام | Housemates | الفائز           |
| ---- | ------------- | --------------- | ---------------- | ---- | ---------- | ---------------- |
| 1    | أرشد وارثي    | 3 November 2006 | 26 January 2007  | 86   | 15         | راهول روي        |
| 2    | شيلبا شيتي    | 17 August 2008  | 22 November 2008 | 98   | 15         | Ashutosh Kaushik |
| 3    | أميتاب باتشان | 4 October 2009  | 26 December 2009 | 84   | 15         | Vindu Dara Singh |
| 4    | سلمان خان     | 3 October 2010  | 8 January 2011   | 96   | 16         | شويتا تيواري     |
| 5    | سانجاي دوت    | 2 October 2011  | 7 January 2012   | 96   | 18         | TBD              |

## روابط خارجية
- بيغ بوس على موقع IMDb (الإنجليزية)
- بيغ بوس على موقع كينوبويسك (الروسية)
- بيغ بوس على موقع قاعدة بيانات الفيلم (الإنجليزية)